# Hémisphère cérébral
Pour les articles homonymes, voir Hémisphère.

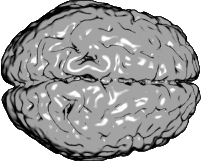
Reconstruction par synthèse d'image 3D des deux hémisphères du cerveau humain vue de dessus (l'avant est à droite).

Les hémisphères cérébraux sont les parties droite et gauche du cerveau. Ce sont deux structures presque symétriques reliées entre elles par des fibres nerveuses qui forment le corps calleux et les commissures. Du fait de la décussation des voies nerveuses, chaque hémisphère reçoit des informations sensorielles et commande les réponses motrices de la moitié opposée (dite controlatérale) du corps.
Chez l'humain, comme chez de nombreuses autres espèces, les hémisphères ne sont pas fonctionnellement symétriques. L'hémisphère dominant traite le langage, c'est l'hémisphère gauche dans 97 % des cas.[réf. souhaitée] Les aptitudes visuo-spatiales comme la rotation mentale ou la perception des visages semble davantage liées à l'hémisphère droit, tandis que les processus impliqués dans la numération impliquent l'hémisphère gauche plus que le droit.[réf. souhaitée] De nombreuses autres fonctions cognitives présentent une asymétrie cérébrale.
Roger Wolcott Sperry (Prix Nobel de physiologie ou médecine en 1981) et Michael Gazzaniga ont démontré que les hémisphères cérébraux humains séparés (par callosotomie) pouvaient fonctionner de façon indépendante et aboutir à des raisonnements distincts à partir des influx qui parviennent à chacun de ces hémisphères. Sperry a émis une hypothèse très débattue selon laquelle il y aurait des personnalités ou des formes de conscience distinctes au sein de chaque hémisphère.[réf. souhaitée]

## Lobes cérébraux

Les lobes du cerveau humain (l'avant du cerveau est à droite) et le cervelet.

Les neurobiologistes divisent le cortex cérébral en cinq lobes : 
- le lobe frontal : à l'avant du cerveau (antérieur) ;
- le lobe pariétal : derrière le lobe frontal ;
- le lobe occipital : à l'arrière du cerveau (postérieur) ;
- le lobe temporal : au-dessous des autres régions (inférieur) ;
- le lobe insulaire : derrière le lobe temporal.

## Symétrie cérébrale
Anatomiquement et physiologiquement, les deux hémisphères cérébraux ne sont pas identiques mais symétriques : chaque hémisphère comporte des aires visuelles, motrices, somesthésiques, etc. mais au sein de chaque hémisphère ces régions ne traitent que les informations en provenance ou à destination d’un seul hémichamp, interne et externe au corps. Par exemple, le cortex moteur de l'hémisphère gauche commande les mouvements des muscles de la moitié droite du corps. Entre les deux hémisphères, les aires homologues communiquent par l'intermédiaire de fibres qui forment les commissures dont la plus massive est le corps calleux.
Chez l'être humain, on observe une spécialisation hémisphérique dans diverses fonctions dont la plus connue et la mieux caractérisée est celle du langage, pris en charge par l'hémisphère dominant tandis que l'autre est dit hémisphère non dominant. L'hémisphère gauche est dominant chez 95 % des humains droitiers. À cette asymétrie fonctionnelle s'ajoute une asymétrie anatomique : les aires du cortex auditif impliquées dans le traitement des sons du langage sont plus développées dans l'hémisphère gauche que dans le droit.
Les études phylogénétiques montrent que la spécialisation hémisphérique s’est surajoutée à la symétrie anatomique. Selon une hypothèse évolutionniste plausible, la vitesse de traitement accrue qu'amène la localisation du langage dans un seul hémisphère donne un avantage sélectif.[réf. souhaitée] En effet, les traitements et l’intégration interhémisphériques prennent du temps et peuvent ralentir certaines fonctions. Selon une autre hypothèse, l'existence de deux représentations ou fonctionnements différents pour un même type d’influx procurerait l'avantage sélectif.[réf. souhaitée] Les comportements résulteraient d’un arbitrage permanent entre les deux hémisphères. Bien sûr, la balance peut pencher différemment selon les activités. 
Selon une opposition très souvent utilisée[réf. souhaitée], l'hémisphère gauche serait plus efficace pour effectuer un traitement local et séquentiel de l'information tandis que l'hémisphère droit favoriserait un traitement global, holistique et parallèle. L'hémisphère droit serait aussi avantagé dans les traitements visuo-spatiaux et les émotions.
Cette hypothèse n'implique pas une opposition rigoureuse entre les modes de fonctionnement des deux hémisphères. Dans un contexte donné, elle suppose un biais en faveur de l'un ou l'autre hémisphère. Elle explique les différences observées dans de nombreuses expériences de psychologie. Par exemple, le fait que l'hémisphère droit reconnaît un visage plus rapidement que le gauche s'interprète comme le résultat d'un avantage de l'hémisphère droit lié au traitement global de l'information présente dans l'image d'un visage. Toutefois, malgré cette implication préférentielle de l'un ou l'autre hémisphère dans certains processus cognitifs, le plus généralement, les deux hémisphères participent à toute activité mentale.